# Október 11.
Október 11. az év 284. (szökőévben 285.) napja a Gergely-naptár szerint. Az évből még 81 nap van hátra.
Névnapok: Brigitta + Birgit, Brúnó, Celina, Cettina, Csák, Galina, Germán, Gitta, Hont, Lajos, Mária, Pintyőke, Placida, Platina, Sándor, Szelina, Szendike, Tasziló, Tódor, Zelina, Zina, Zinaida, Zinajda

## Események
- 1619 – A harmincéves háborúban Bethlen Gábor 10 000 lovast indít a cseh-morva szövetséges csapatok megsegítésére.
- 1648 – II. Rákóczi György elfoglalja trónját, mint Erdély fejedelme.
- 1658 – A török nagyvezír utasítására az erdélyi rendek Barcsay Ákost választják II. Rákóczi György fejedelem helyére.
- 1663 – Zrínyi Péter gróf Károlyváros közelében megveri az Zrínyiújvár elfoglalására küldött török csapatokat.
- 1811 – Vízre bocsátják az első gőzhajtású kompot, a Juliannát. Útja New Yorkból Hobokenbe és vissza vezet.
- 1867 – Megalakul a Temesvári Általános Munkásegylet.
- 1878 – I. Ferenc József király ismét Tisza Kálmánt nevezi ki magyar miniszterelnökké.
- 1881 – David Henderson Houston feltalálja a tekercsfilmes fényképezőgépet.
- 1886 – Thomas A. Edison 19 évesen szabadalmaztatja első találmányát, a szavazatok számlálására tervezett elektromos készüléket, de az Amerikai Egyesült Államok Kongresszusa nem vásárolja meg az ötletet.
- 1887 – Alexander Miles feltalálja az automatikusan nyíló és záródó liftajtókat. Találmánya sokkal biztonságosabbá tette a felvonózást.
- 1907 – Megnyílik Budapesten az Andrássy úton a Modern Színpad
- 1931 – Létrejön Németországban a szélsőjobboldal koalíciója, a harzburgi front, a náci párt (NSDAP), a Német Nemzeti Néppárt és a Stahlhelm (Acélsisak) nevű nacionalista frontharcos szervezet társulásából.
- 1932 – Gömbös Gyula miniszterelnök beterjeszti kormánya programját. A Magyarországi Szociáldemokrata Párt képviselői tiltakoznak a program munkásmozgalom-ellenes éle ellen, s követelik az általános titkos választójogot.
- 1934 – A pécsi bányászok sztrájkja: A tárnákban csaknem 1000 bányász kezd éhségsztrájkba.
- 1944 – A 2. Ukrán Front egységei bevonulnak Szegedre, a 3. Ukrán Front Kolozsvárra.
- 1944 – Horthy kormányzó megbízottai Moszkvában aláírják az előzetes fegyverszüneti megállapodást. Ebben Magyarország kötelezte magát, hogy kiürít minden 1937. december 31-e után megszerzett területet, és azonnal hadat üzen a Német Birodalomnak.
- 1945 – A kínai polgárháború kezdete (Csang Kaj-sek és Mao Ce-tung erői között).
- 1958 – Megalapítják a Balázs Béla-díjat.
- 1962 – XXIII. János pápa megnyitja a II. vatikáni zsinatot, a katolikus egyház 21. egyetemes zsinatát.
- 1968
  - Jugoszláv–nyugatnémet vendégmunkás–egyezmény.
  - Az Apollo-program emberes főpróbájaként kétnapos föld körüli útjára indul az Apollo–7 űrhajó.
- 1971 – Panama az Amerikai Egyesült Államoktól hivatalosan kéri a csatorna-övezet visszaadását.
- 1972 – Nagy börtönlázadás Washingtonban.
- 1984 – Kathryn Dwyer Sullivan az STS–41–G küldetés tagjaként végrehajtja az első amerikai női űrsétát.
- 1986 – Ronald Reagan és Mihail Gorbacsov találkozója Reykjavíkban.
- 1990 – Irodalmi Nobel-díjat kap Octavio Paz.
- 1992 – Eduard Sevardnadze lesz Grúzia új elnöke.
- 1996 – Dél-Korea felvételével 29-re nőtt az OECD létszáma.
- 1998 – Az Őrség és a Vendvidék együttes területét az osztrákok, szlovénok és magyarok egy közös Őrség–Raab–Gorickó Naturparkká  nyilvánítják. A terület központjává Őriszentpétert teszik.
- 2001 – Átadják az újjáépített Mária Valéria hidat Párkány és Esztergom között.
- 2002 – a finnországi Vantaában, a Myyrmanni bevásárlóközpontban elkövetett bombatámadás hét embert ölt meg és 166 embert megsebesített.
- 2007 – Bagdadtól északra, a Szarszár-tónál tizenöt – nő és gyermek –, valamint 19 lázadó fegyveres életét veszti az Al-Káida ellen intézett amerikai légitámadásban.
- 2007 – Az észak-indiai Ádzsmír város muzulmán mecsetben tartott vallási összejövetelen ketten vesztik életüket és többen megsebesülnek, mikor terroristák pokolgépet robbantanak.
- 2012
  - Megszűnt a 2006-ban alapított magyar fejlesztésű keresőmotor, a Miner.hu.
  - Hummeres gázolás

### Sportesemények
Labdarúgás
- 1964 – Nem hivatalos mérkőzés 1964-es nyári olimpiai játékok – Magyarország–Marokkó 6–0. A magyarok mind a hat találatát Bene Ferenc szerezte, egyet büntetőből. A Lakat Károly szövetségi kapitány vezette magyar válogatott később meg is nyerte az olimpiai labdarúgó-tornát.
- 1978 – 1980-as Eb-selejtező – Magyarország–Spanyolország 2–2. A magyarok találatait Várady Béla és Szokolai László szerezte. A magyar szövetségi kapitány Baróti Lajos volt.
- 1989 – 1990-es vb-selejtező – Magyarország–Spanyolország 2–2. Mindkét magyar találatot Pintér Attila szerezte. A magyar szövetségi kapitány Bicskei Bertalan volt.
- 1992 – Barátságos mérkőzés – Katar–Magyarország 1–4. Kiprich József mesterhármasa mellett Kovács Kálmán talált be a katariak kapujába. Jenei Imre volt a szövetségi kapitány.
- 1995 – 1996-os Eb-selejtező – Svájc–Magyarország 3–0. Mészöly Kálmán volt a szövetségi kapitány.
- 1997 – 1998-as vb-selejtező – Finnország–Magyarország 1–1. A magyarok egyenlítő találatukat, mely a mérkőzés 90. percben esett, a finn Moilanen öngólja révén érték el. Ezzel az eredménnyel Csank János szövetségi kapitány együttese a pótselejtezőt érő második helyen végzett csoportjában.[1]
- 2000 – 2002-es vb-selejtező – Litvánia–Magyarország 1–6. Bicskei Bertalan szövetségi kapitány irányításával a vb-selejtezős sorozat legnagyobb győzelmét szerezte a magyar válogatott. Fehér Miklós mesterhármasa mellett a magyarok találatait Illés Béla, Horváth Ferenc és Lisztes Krisztián szerezte.
- 2003 – 2004-es Eb-selejtező – Magyarország–Lengyelország 1–2. A magyar találatot Szabics Imre szerezte. Gellei Imre szövetségi kapitány irányításával ezzel az eredménnyel a selejtezőcsoport negyedik helyén zárt a magyar válogatott.
- 2006 – 2008-as Eb-selejtező – Málta–Magyarország 2–1. A magyar találatot Torghelle Sándor szerezte. Bozsik Péter szövetségi kapitány a mérkőzés után lemondott posztjáról.
- 2008 – 2010-es vb-selejtező – Magyarország–Albánia 2–0. A magyar gólokat Torghelle Sándor és Juhász Roland szerezték. Erwin Koeman volt a szövetségi kapitány.
- 2011 – 2012-es Eb-selejtező – Magyarország–Finnország 0–0. A magyarok szövetségi kapitánya Egervári Sándor volt.
- 2013 – 2014-es vb-selejtező – Hollandia–Magyarország 8–1. A magyarok egyetlen találatát Dzsudzsák Balázs szerezte büntetőből. A magyar labdarúgó válogatott története legsúlyosabb vereségét szenvedte el. Egervári Sándor szövetségi kapitány a mérkőzés után azonnal bejelentette a lemondását.
- 2014 – 2016-os Eb-selejtező – Románia–Magyarország 1–1. A magyarok egyetlen találatát Dzsudzsák Balázs szerezte szabadrúgásból. Ezen a mérkőzésen mutatkozott be Dárdai Pál magyar szövetségi kapitányként.[2]
- 2015 – 2016-os Eb-selejtező – Görögország–Magyarország.

## Születések
- 1761 – Nemesnépi Zakál György őrségi író, az első magyar nyelvű tájmonográfia szerzője († 1822)
- 1783 – Heinrich Julius Klaproth német nyelvész, orientalista, az MTA tagja († 1835)
- 1817 – Mária Amália badeni hercegnő († 1888)
- 1864 – Kerpely Kálmán agrármérnök, agrokémikus, növénynemesítő, az MTA tagja († 1940)
- 1884 – Friedrich Bergius Nobel-díjas német kémikus († 1949)
- 1885 – Haar Alfréd magyar matematikus, egyetemi tanár († 1933)
- 1885 – François Mauriac Nobel-díjas francia író († 1970)
- 1889 – Schlosser Imre magyar labdarúgó († 1959)
- 1902 – Alexander Mach szlovák belügyminiszter († 1980)
- 1903 – Csallány Dezső magyar régész († 1977)
- 1911 – Nello Pagani olasz autóversenyző († 2003)
- 1918 – Bán György a Magyar Rádió bemondója († 1985)
- 1923 – Borsa Gedeon Széchenyi-díjas magyar irodalomtörténész, bibliográfus († 2022)
- 1928 – Alfonso De Portago (Alfonso de Borja Cabeza de Vaca di Portago) spanyol autóversenyző († 1957)
- 1932 – Dana Scott amerikai matematikus, informatikus és filozófus
- 1932 – Rózsa Tibor magyar színész, operetténekes († 2017)
- 1935 – Ferdinandy György József Attila-díjas magyar író, költő, irodalomtörténész († 2024)
- 1942 – Amitábh Baccsan, indiai színész
- 1943 – John Nettles angol színész, a Kisvárosi gyilkosságok főszereplője
- 1948 – Kepes András Táncsics Mihály-díjas magyar újságíró
- 1948 – Verbőczy Antal magyar költő († 1982)
- 1953 – Bozsogi János magyar filmrendező, forgatókönyvíró
- 1954 – Medgyessy Pál magyar színész († 2018)
- 1961 – Amr Dijáb egyiptomi arab popénekes
- 1962 – Joan Cusack amerikai színésznő
- 1962 – Szőke András Balázs Béla-díjas magyar filmrendező, humorista
- 1966 – Luke Perry amerikai színész († 2019)
- 1969 – Stephen Moyer angol színész
- 1971 – Szupkay Viktor humorista
- 1972 – Óváry Eszter tornásznő
- 1974 – Jason Arnott kanadai profi jégkorongozó
- 1976 – Emily Deschanel amerikai színésznő
- 1977 – Matthew Bomer amerikai színész
- 1978 – Szorcsik Viktória magyar színésznő
- 1979 – Sergio Alvarez kubai súlyemelő
- 1985 – Michelle Trachtenberg, amerikai színésznő  († 2025)
- 1987 – Mike Conley Jr. amerikai kosárlabdázó
- 1990 – Edickson Contreras venezuelai műugró

## Halálozások
- 1347 – IV. Lajos német-római császár (* 1283)
- 1424 – Zsizska János (Jan Žižka) cseh huszita hadvezér (* 1360)
- 1531 – Ulrich Zwingli elesett a Kappel melletti csatában, mely a katolikus és reformokat befogadott kantonok között zajlott.(* 1484)
- 1627 – Bernardo de Balbuena dél-amerikai költő (* 1568)
- 1648 – I. Rákóczi György erdélyi fejedelem[3] (* 1593)
- 1807 – Jurij Japelj szlovén költő, író, nyelvész, fordító, jezsuita, a szlovén katolikus Biblia fordítója (* 1744)
- 1856 – Guyon Richárd honvéd tábornok (* 1813)
- 1889 – James Prescott Joule angol fizikus (* 1818)
- 1892 – Xavier Marmier francia író (* 1809)
- 1896 – Anton Bruckner osztrák zeneszerző (* 1824)
- 1932 – Klebelsberg Kuno kultúr- és tudománypolitikus, a Magyar Királyság kultuszminisztere (* 1875)
- 1934 – Kövesligethy Radó geofizikus, csillagász, az MTA tagja (* 1862)
- 1957 – Rády József olimpiai bajnok magyar vívó (* 1884)
- 1963 – Jean Cocteau francia költő, drámaíró, filmrendező (* 1889)
- 1963 – Országh Tivadar magyar hegedűművész, zeneszerző, pedagógus (* 1901)
- 1966 – Kossuth Pál magyar földbirtokos, főszolgabíró, országgyűlési képviselő (* 1887)
- 1979 – Andrej Andrejevics Markov (ifj.) szovjet-orosz matematikus (* 1903)
- 1987 – Szalay Sándor fizikus, a magyar magfizikai kutatás megalapítója (* 1909)
- 1987 – Uwe Barschel NSZK kereszténydemokrata politikus, Schleswig-Holstein tartomány miniszterelnöke (* 1944)
- 1993 – Joe Barzda (Joseph Barzda) amerikai autóversenyző (* 1915)
- 1993 – Lőrincze Lajos nyelvész, nyelvművelő, egyetemi tanár (* 1915)
- 2001 – Gál János magyar erdőmérnök, egyetemi tanár (* 1928)
- 2007 – Srí Csinmoj bengáliai születésű amerikai spirituális tanító, guru (* 1931)
- 2007 – Vargyas Lajos Széchenyi-díjas magyar néprajz- és népzenekutató (* 1914)
- 2008 – Jörg Haider osztrák politikus (* 1950)
- 2022 – Angela Lansbury Golden Globe-díjas brit színésznő (* 1925)

## Nemzeti ünnepek, emléknapok, világnapok
- A coming out (a melegek önfelvállalása) világnapja
- A lánygyermekek világnapja (UNICEF) [4]